# Кітаяма (Вакаяма)
Кітаяма (яп. 北山村, きたやまむら, кітаяма мура ) — село в Японії, у південно-західній частині префектури Вакаяма.
Кітаяма єдине село префектури Вакаяма, і єдиний її населений пункт, що з усіх сторін оточений іншими префектурами і не має спільного кордону з основною територією Вакаями.
Основою господарства села є лісництво і садівництво. Особливим продуктом, який вирощують в Кітаямі, є дзябара родини цитрусових.